# Agencia Europea de Seguridad Aérea
La Agencia de la Unión Europea para la Seguridad Aérea, más conocida como la Agencia Europea de Seguridad Aérea, y por sus siglas en inglés EASA (European Aviation Safety Agency), es la encargada de garantizar la seguridad aérea en el espacio aéreo europeo, responsable de la inspección y supervisión de la seguridad del transporte aéreo y de sus sistemas, así como la homologación y certificación de productos aeronáuticos. Entre sus otras funciones se encuentra la de unificar los estándares comunes de aeronavegabilidad de los Estados de la Unión Europea, investigar los accidente aéreos en colaboración con autoridades nacionales y velar por la protección medioambiental en la aviación civil. Depende directamente del comisario europeo de Transportes y está adscrita a la Dirección General de Movilidad y Transportes de la Comisión.    
Empezó a operar en el año 2003 a partir del Reglamento (1592/2002). Tiene su sede en Colonia (Alemania), y tiene más de 800 empleados en toda Europa. A medida que la agencia se afiance más en el futuro, mayores contratos con especialistas y administradores se llevarán a cabo. Esta agencia se formó a partir de la antigua JAA (Joint Aviation Authorities).   
Otras de las misiones que tiene esta agencia son:
- Asegurar el máximo nivel de seguridad para los ciudadanos de la Unión.

- Asegurar el máximo nivel de protección del medio ambiente.

- Procesos individuales de certificación y regulación entre Estados miembros.

- Facilitar el mercado interior de la aviación y crear condiciones de igualdad.

- Trabajar con otras organizaciones y reguladoras de aviación internacional (ej: FAA).

Entre las tareas que la agencia tiene se encuentran las siguientes:
- Proyecto de desarrollo de normas en todos los ámbitos pertinentes a la misión de la EASA.

- Certificar y aprobar productos y organizaciones, en campos donde la EASA tiene exclusiva competencia, como por ejemplo en aeronavegabilidad.

- Proporcionar apoyo y supervisión a los Estados miembros para campos en los cuales la EASA tiene competencias compartidas.

- Promocionar el uso de estándares europeos e internacionales.

- Cooperar con participantes internacionales para conseguir el mayor nivel de seguridad para los habitantes de la Unión Europea.

## Diferencias frente a la JAA
Una de las diferencias entre la JAA y la EASA es que esta última tiene autoridad legal dentro de la Unión Europea y sus publicaciones son de obligado cumplimiento para todos sus miembros, mientras que las regulaciones publicadas por la JAA tienen carácter de recomendación. Además, todos los miembros de la EASA pertenecen a la Unión Europea (salvo excepciones como Suiza o Noruega), mientras que a la JAA pertenecen países como Turquía no perteneciente actualmente a la UE.

## Relaciones EASA
Las relaciones que mantiene la EASA con los diferentes estados son bastante variadas, no existen únicamente Estados miembros. Aparte de estos estados, existen otros con los que tiene un acuerdo bilateral, o con otros que existen acuerdos de trabajo. También existen las Management Board, que son las encargadas de definir las prioridades de la agencia, de establecer del presupuesto y de controlar las operaciones de la agencia
Las oficinas representativas de la EASA se encuentran en las capitales de Alemania, Bélgica, China, Canadá y Estados Unidos. 
Por último, existen también estados con los que se realiza una actividad de cooperación técnica, la mayoría de los cuales se encuentran en África y sur de Asia.

## Estructura de la regulación en la EASA
La estructura de la regulación en la EASA está dividida en 12 partes. Cada una de estas divisiones tiene diferentes anexos en los que se tratan temas más específicos  siendo los más importantes los siguientes: 
1. Aeronavegabilidad inicial

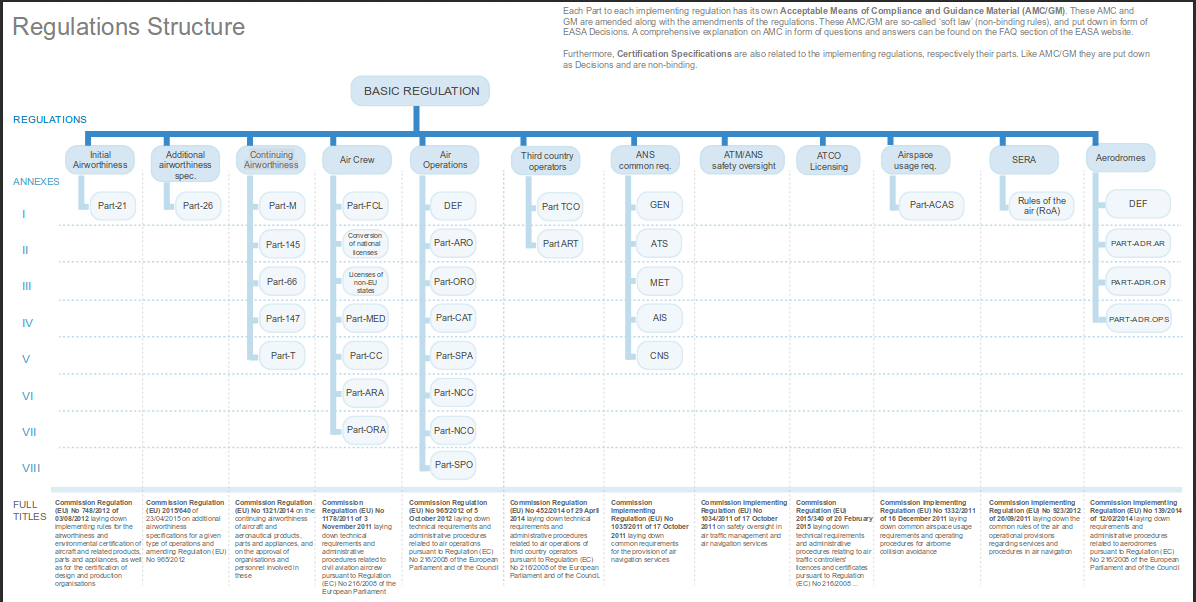
Esquema de la estructura que tiene la regulación de la EASA

1.1Parte 21: Este anexo trata de la certificación de aeronaves y productos, componentes y equipos relacionados, y de las     organizaciones de diseño y producción.
2.Aeronavegabilidad adicional específica
3. Mantenimiento de la aeronavegabilidad
3.1 Parte M-Anexo I : establece las medidas que deben adoptarse para garantizar que se mantiene la 
aeronavegabilidad, incluido el mantenimiento. También especifica las condiciones que deben cumplir 
las personas u organizaciones que participen en los trabajos de gestión de la aeronavegabilidad
3.2 Parte 145 – Anexo II  : establece los requisitos que debe cumplir una organización para ser apta para la emisión o prórroga de una aprobación de mantenimiento de aeronaves y elementos.
3.3 Parte 66 – Anexo III : define la licencia de mantenimiento de aeronaves y establece los requisitos para la solicitud, expedición y la continuación de su validez.
3.4 Parte 147 – Anexo IV : establece los requisitos que deben cumplir las organizaciones que buscan la aprobación para llevar a cabo la capacitación y el examen como se especifica en el anexo III (Parte 66)
4.Tripulación aérea
4.1 Parte FCL – Anexo I :establece los requisitos para la expedición de licencias de piloto y habilitaciones y 
certificados correspondientes y las condiciones de su validez y utilización.
4.2 Conversión a licencias nacionales – Anexo II : condiciones para la conversión de licencias nacionales 
existentes y habilitaciones para aviones y helicópteros.
4.3 Licencias para los estados que no son de la UE– Anexo III : condiciones para la aceptación de las licencias emitidas por o en nombre de terceros países.
4.4 Parte MED – Anexo IV : establece los requisitos para la gestión de certificados médicos para pilotos y 
tripulantes, así como los examinadores de medicina aeronáutica.
4.5 Parte CC – Anexo V : Cualificaciones de la tripulación de cabina que participen en operaciones de transporte 
aéreo.
4.6 Parte  ARA – Anexo VI : Requisitos de autoridad para la tripulación aérea.
4.7 Parte ORA – Anexo VII : Requisitos de organización para la tripulación aérea. 
5.Operaciones aéreas
5.1 DEF – Anexo I: Definiciones
5.2 Parte ARO – Anexo II : requisitos de autoridad para operaciones aéreas.
5.3 Parte ORO – Anexo III: requisitos de gestión para operaciones aéreas.
5.4 Parte CAT – Anexo IV: Operaciones de transporte aéreo comercial.
5.5 Parte SPA– Anexo V : Aprobaciones específicas.
5.6 Parte NCC – Anexo VI : Operaciones aéreas  no comerciales con aeronaves motopropulsadas complejas.
5.7 Parte NCO – Anexo VII: Operaciones aéreas no comerciales con aeronaves distintas de las motopropulsadas complejas.
5.8  Parte SPO – Anexo VIII : Operaciones especializadas (agricultura, construcción, fotografía, 
observación y patrulla, diversión aérea).
6. Operadores de terceros países
6.1 Parte TCO – Anexo I :requisitos para operadores de terceros  países que operen en la EU.
6.2 Parte ART – Anexo II : requisitos administrativos para la utorizaciónn de los operadores de terceros países.
7. ANS requerimientos comunes
8.ATM/ANS supervisión de la seguridad
9.ATCO Licencia
10. Requerimientos de uso del espacio aéreo
11. SERA
12. Aeródromos

## Regulaciones
La principal normativa es el Reglamento (UE) 2018/1139 del Parlamento Europeo y del Consejo, de 4 de julio de 2018, sobre normas comunes en el ámbito de la aviación civil y por el que se crea una Agencia de la Unión Europea para la Seguridad Aérea.

### Personal certificador
En Europa, el personal de certificación de mantenimiento de aeronaves debe cumplir con Parte 66 de personal certificador de la EASA.
La Parte 66 se basó en el sistema JAR anterior y el nivel de entrenamiento requerido siguió el sistema ATA 104. Hay 3 niveles de autorización:
Categoría A (Línea de mantenimiento de certificación mecánico[LMCM]): Licencia de categoría A básica + Capacitación de tarea (el nivel depende de la complejidad de la tarea) + Autorización de certificación de la empresa para tareas específicas
("Una licencia de mantenimiento de una aeronave de categoría A permite que el titular emita certificados de puesta en servicio después de mantenimiento de línea programada menor y rectificación simple de defectos dentro de los límites de tareas específicamente respaldadas por la autoridad competente. Los privilegios de certificación estarán restringidos al trabajo que el titular de la licencia ha realizado personalmente en una organización Parte-145 "),
Categoría B1 (Mecánica) y / o B2 (Aviónica) (Técnico certificador de mantenimiento de línea [LMCT]): Categoría B1 / B2 básica Licencia + Tipo Capacitación (es decir, Mantenimiento de línea y base IAW Parte 66 Apéndice III Nivel III) + Autorización de certificación de la compañía ("una licencia de mantenimiento de una aeronave de categoría B1 permitirá al titular emitir certificados de puesta en servicio después del mantenimiento, incluida la estructura de la aeronave, el motor y los sistemas mecánicos y eléctricos.) La sustitución de unidades de línea de aviónica reemplazables, que requieren pruebas simples para demostrar su capacidad de servicio, también se incluirá en los privilegios. La Categoría B1 incluirá automáticamente la subcategoría "A" apropiada, una licencia de mantenimiento de aeronave de Categoría B2 permitirá al titular emitir certificados de puesta en servicio después del mantenimiento de los sistemas de aviónica y eléctricos ").
Categoría C (Ingeniero certificador de mantenimiento básico [BMCE]): licencia básica de categoría C + tipo de capacitación (mantenimiento de línea y base en la Parte 66 Apéndice III, nivel III para la primera calificación de tipo y entrenamiento de nivel I en la Parte 66 para tipos de aeronave posteriores de tecnología similar, entrenamiento de Nivel III) + Autorización de Certificación de la Compañía ("una licencia de mantenimiento de aeronave de categoría C permitirá al titular emitir certificados de liberación al servicio después del mantenimiento de la base en aeronaves. Los privilegios se aplican a la aeronave en su totalidad en una Parte 145 organización")
Una diferencia significativa entre los sistemas de EE. UU. y Europa es que en los Estados Unidos, los técnicos de mantenimiento de aeronaves (Mecánica de la estructura y el motor de la Parte 65) pueden trabajar bajo sus propios certificados y aprobar su propio trabajo para regresar al servicio. Los titulares de certificados de la Parte 66 Europea deben realizar sus funciones bajo la tutela de una organización según la Parte 145 para aviones de Categoría de Transporte y Grandes (MTOM> 5700 kg). La organización según la parte 145 en el sistema EASA tiene la autoridad para aprobar la vuelta al servicio. Muchos países no europeos han avanzado hacia el enfoque europeo, especialmente Canadá .

### Aprobación de la organización de mantenimiento
Para obtener la aprobación para ser una estación de reparación aeronáutica, una organización debe escribir, enviar y mantener actualizada una Exposición de Organización de Mantenimiento (MOE). Para respaldar su MOE, deben tener un conjunto documentado de procedimientos. En tercer lugar, la organización debe tener una base de cumplimiento para mostrar que cumplen con los requisitos de la Parte 145.

### Mantenimiento de la aeronavegabilidad
EASA Parte-M consta de varias subpartes. Las subpartes dignas de mención son F (Mantenimiento para aeronaves por debajo de 5700 kg en entornos no comerciales), G (Organización de gestión del mantenimiento de la aeronavegabilidad) = CAMO, coordinando la conformidad de las aeronaves con el programa de mantenimiento, las directivas de aeronavegabilidad y los boletines de servicio. El código está disponible en el sitio web de EASA ([easa.europa.eu]) en la sección de regulaciones.

### Requisitos de organización de entrenamiento
La Parte 66 corresponde a la emisión de licencias que es el área más grande para establecer y obtener la aprobación de una escuela de capacitación para mecánicos y técnicos de aeronaves.La Parte-147 gobierna la situación más amplia de establecer una organización de entrenamiento de este tipo. Para obtener la aprobación para ser una organización de entrenamiento aeronáutico, una organización debe escribir, enviar y mantener actualizada una Exposición de Organización de Entrenamiento de Mantenimiento (MTOE). Para respaldar su MTOE, deben tener un conjunto documentado de procedimientos. En tercer lugar, la organización debe tener una matriz de cumplimiento para mostrar cómo cumplen con los requisitos de la Parte 147.

### Aprobación de organización de diseño
Organización de diseño significa una organización responsable del diseño de aeronaves, motores de aeronaves, hélices, unidades de potencia auxiliares o partes y dispositivos relacionados, y la aprobación o solicitud de certificados de tipo, certificados de tipo suplementarios, modificaciones o aprobaciones de diseño de reparaciones o ETSO.
Una organización de diseño posee DOA (aprobación de organización de diseño) o, a modo de derogación, procedimientos alternativos a DOA. Se puede descargar una lista de DOA de todas las compañías que posean la aprobación de DO con sus capacidades desde el sitio web de EASA..
Requisitos de la Parte 21 para Aprobaciones de Organización de Diseño y Aprobaciones de Organización de Producción, como se describe en el Reglamento (CE) 748/2012 sobre 'Reglas de Implementación'

### Aprobación de la organización de producción
Una pieza construida para una aeronave puede ser certificada según la EASA como aprobado para un tipo de aeronave particular una vez que se ha instalado como prototipo de una aeronave y ha sido certificada por una Organización de Diseño con una Aprobación de Cambio Menor, un Certificado de Tipo Suplementario ( STC) o un Certificado de Tipo (TC).

## Jurisdicción
La EASA abarca bastantes funciones en lo que se refiere a aviación civil. Bajo su jurisdicción están los certificados de tipo y cualquier otra aprobación de aeronavegabilidad en lo que se refiere a los diseños para motores, hélices o las propias aeronaves. La EASA es la responsable también de proporcionar apoyo a la Comisión Europea para la negociación de los tratados internacionales con el resto del mundo. Por otro lado, también trata con la FAA para alcanzar tratados más técnicos.
Para las estaciones de reparación aeronáuticas y sus certificados, la EASA también tiene una gran importancia, ya que en la Parte 145 se puede encontrar todo lo necesario para el cumplimiento del reglamento. Del mismo modo, se pueden encontrar las regulaciones para estaciones de reparación que se encuentren fuera de la Unión Europea.
Aparte de las ya mencionadas, otras como la regulación de las operaciones aéreas, licencias de la tripulación o aeronaves que no sean de la UE utilizadas dentro de las limitaciones geográficas de esta; se encuentran bajo la jurisdicción de la EASA.

## EASA y las Autoridades Nacionales de Aviación Civil
Las Autoridades Nacionales de Aviación Civil de cada país miembro siguen encargándose de la mayoría de tareas operativas como licencias y certificación de aeronaves. Siendo la Agencia la encargada de desarrollar las normas comunes para la aviación civil, asegurando el cumplimiento de las mismas a través de inspecciones en los Estados miembros. En España la Autoridad de Aviación Civil es la Agencia Estatal de Seguridad Aérea, (AESA).

## Responsabilidades de la EASA
Entre sus responsabilidades está la emisión de los Certificados Tipo de todos los modelos de aeronave, motor o parte diseñada en los Centros de Fabricación y Diseño autorizados, Centros Parte 21 en los países de la Unión Europea. También se encarga de:
- Dar soporte técnico a la Comisión Europea en la elaboración de la normativa relativa a la seguridad aeronáutica.
- Supervisa a los Estados miembros en el cumplimiento de sus obligaciones y los asesora en la defensa de sus privilegios.
- Certificación de Organizaciones de mantenimiento aeronáutico y de mantenimiento de la aeronavegabilidad.
- Certificación del personal profesional encargado del mantenimiento de las aeronaves certificadas.
- Certificación de los centros de formación de personal encargado del mantenimiento.

## Colaboración Internacional en Aviación
La Agencia colabora con otras Autoridades Nacionales como la FAA, las de Canadá, Israel y Rusia las cuales tienen una misión semejante en sus respectivos Estados.